# TAKA (Libraian)
TAKA（タカ、10月6日 - ）は、日本のミュージシャン、俳優。La'cryma Christi及びLibraianのボーカル。株式会社ベルエトワール代表取締役社長／ジュエリーエネルギーアドバイザー。

## 来歴
1989年、同じ大学に通い、偶然同じ大阪のマンションに住んでいたHIROがバンドメンバーを探していた。その頃二人が共通して聴いていたハードロックバンドの曲がTAKAの部屋から流れていたのをきっかけに部屋を訪れ、TAKAをバンドメンバーに誘う。二人はバンドWYYERNでの活動を経て、1991年にSTRIPPE-D-LADYを結成。1994年、やはり同じ大学に通うベースのSHUSEが加入しバンド名をLa'cryma Christiに改め、1997年5月8日、シングル「Ivory trees」でポリドール・レコードよりメジャーデビューした。
1999年、ドラマ『天国のKiss』にミュージシャン役で出演。コンサートシーンではLa'cryma Christiのライブ映像が使用される。2007年1月20日、音楽性や活動方針の相違により、解散。解散後は一人で活動していこうと考えていたが、HIROが「ずっとTAKAの横でギターを弾いていたい、一緒にやっていきたいんだ」と話し、Libraianを結成する。2009年10月24日、KOJIを含む5人で「一夜限りの」再結成として、V-ROCK FESTIVAL '09にLa'cryma Christiのボーカルとして出演 し、La'cryma Christiのツアー開催を発表した。

## 人物
身長177cm。非喫煙者。ハイトーンボイスの持ち主で、バンドの歌詞の殆どを仕上げる。パソコンを使わずにノートとペンによって作詞をする。作詞とは「歌詞に言霊をのせる」こと、としている。ライブでは、「TAKAを呼ぶ声が小さいな！」「だーれーかーなっ？（メンバー紹介に使用）」がおなじみのMCで、「ここにいる5人とお前達全員でLa'cryma Christiです！」も定番。
舞台を中心に俳優としても活動を行っている。また、自身がプロデュースするブランド「ROYAL JUNKIE」を設立し、ジュエリーデザイナー、テキスタイルデザイナーとしても活動。HIROはTAKAの性格を「不思議な感じで宇宙人のよう」と述べ、TAKAは「HIROは僕にとって空気のような存在。多分前世でも一緒に曲とか作っていたんじゃないかと思う」と述べた。
好きな食べ物は沖縄料理。唯一食べられないものはうつぼのたたき。料理が得意で、我流であるものの何でも作れる。ブログで得意料理「うなたま丼」のレシピを公開した。また、HIROはTAKAの作ったラーメンが世界で一番おいしいと述べた。趣味は絵を描く事で、オフの日は時間を忘れるほど絵描きに没頭する。自身の描いた絵を時折ブログにアップしている。自画像を「タカリザの微笑み」と名付けた。
愛犬「不二子」（シーズー犬）がブログにも頻繁に登場し、「僕が寝てる間に不二子がブログを書く」と述べている。因みに不二子は2011年5月12日午前2時45分に亡くなった。その後もう犬は飼わないと思っていた時期もあったそうだが、後に現在の愛犬のショコラを飼っている窮屈な状態が苦手であり、2006年8月30日に行ったLa'cryma Christi北京ライブでSP5人位に警護されていたが、地下のビーチから逃げ出した。結果的にSPはチーフに殴られ、「悪いことしたと思った」と述べた。自身の性格を、両親ともにB型のサラブレッドなため自由奔放であると述べた。蚊に刺されることを「モスキートkiss」と表現する。
2011年より宝石エネルギーのパイオニア・岡本憲将に師事し、一番弟子としてジュエリーエネルギーアドバイザーの資格を取得。講師・岡本 敬人（おかもと たかひと）としてジュエリーエネルギーアドバイザーの仕事もしている。宝石講習会や宝石相性フィッティングなど多岐にわたって活動し、これまでに宝石ヒーリングをした人の数は500名を超える。

## 交友関係
同時期に活躍したSIAM SHADEの栄喜と親しい。氷室京介からはROYAL JUNKIEの新作発表会で花を贈呈され、ブラザートムからは『笑っていいとも!』のテレフォンショッキングで「お友達紹介」された。他、桑名正博、DAIGO、キリト、貴水博之、樋口宗孝、バンドではG.D.FLICKERS、お笑い芸人の高井俊彦、たむらけんじ、西川晃啓、海原やすよ・ともこ、事務所の後輩である現王園崇、「NOEL」で共演した須賀貴匡、俳優の渡航輝、「4人は姉妹」で共演した水谷八重子等。La'cryma Christi活動期はGacktと非常に親しく、テレビやラジオで共演もしていた。

## エピソード
2000年12月29日に『笑っていいとも!』のテレフォンショッキングに出演し、20世紀最後のテレフォンショッキング出演者となった。21世紀最初のゲストとしてSURFACEを紹介した。それ以前にLa'cryma Christiとしても出演し、MALICE MIZERを紹介している。

## ディスコグラフィ

### シングル
- Story（2003年）

c/wは「楽園」

## 書籍
- 悲しいクローンの君へ（1999年9月9日、エッセイ集）
- Life Scope（2005年9月22日、セルフフォト&エッセイ集）

帯のキャッチコピー「俺が見上げた大空は、いったい誰とつながってんだろう？絶対、君とだ。」

## 出演

### テレビドラマ
- 天国のKiss（1999年7月12日〜9月13日、テレビ朝日） - 朝倉周也 役

### バラエティ
- BS朝日系列 Heart Rock cafe - 司会
- ピンクパパラッチ - LEVIN、GACKTとの共演
- 王様のブランチ - パーソナルインタビュー
- パパパパパフィー - LEVINとの共演、1999年2月（ロケ：由美ちゃんのバースデーを祝おう）
- 笑っていいとも - 20世紀最後のゲスト

### DVDドラマ
- 切なく泣ける「恐い話」（2004年12月22日） - 坂本真一 役
- La'cryma Christi TAKA in 『NOEL』（2003年2月） - NOELのメイキング

### 舞台
- ROPE〜ロープ〜（2006年4月21日〜24日） - 西野あきら 役
- LOVE LETTERS（2007年1月25日） - アンディ役
- 四人は姉妹（2008年3月） - ホーマー 役（代役）
- おはようおじさん（2009年7月25日） - ゲスト出演（本人役）

### 映画
- NOEL（2003年4月26日） - みかさ 役

### ラジオ
- TAKAのミディアムレア（2003年 - 2005年、東海ラジオ放送）
- SWEET TRANCE GENERATION（栃木放送、茨城放送他）
- La'cryma Christi LOVE PARTY（1998年 - 1999年、TBSラジオ）
- FM ROCK KIDS（1997年7月 - 9月、AIR-G'）
- RADIO SWEET TRANCE（2000年 - 2001年、東海ラジオ放送）